# Hedvigsberg
Hedvigsberg är en ort på Ingarö i Värmdö kommun i Stockholms län. Från 2015 ingår bebyggelsen i tätorten Fågelvikshöjden.
Orten är strax norr om insjön Fiskmyran, och är ett villa- och fritidshusområde. I östra delen av Hedvigsberg finns även den mindre insjön Abborrsjön. Ortnamnet kommer från ett numera rivet torp, vilket lydde under Brunns gård. Hedvigsberg gränsar närmast i söder/sydväst till Fagerholm, samt i norr/nordöst till Enkärret; även dessa villa- och fritidshusområden. 

## Befolkningsutveckling
| Befolkningsutvecklingen i Hedvigsberg 2010–2010                                                                     | Befolkningsutvecklingen i Hedvigsberg 2010–2010 | Befolkningsutvecklingen i Hedvigsberg 2010–2010 | Befolkningsutvecklingen i Hedvigsberg 2010–2010 | Befolkningsutvecklingen i Hedvigsberg 2010–2010 |
| --- | ----------------------------------------------- | ----------------------------------------------- | ----------------------------------------------- | ----------------------------------------------- |
| |                                                 |                                                 |                                                 |                                                 |
| År |                                                 |                                                 | Folkmängd                                       | Areal (ha)                                      |
| 2010 | 2010                                            |                                                 | 282                                             | 93                                              |
| Anm.: Ny tätort 2010 (utbruten ur småorten Fagerholm-Abborrsjön-Johannesdal). Sammanvuxen med Fågelvikshöjden 2015. |                                                 |                                                 |                                                 |                                                 |